# Anagallis platyphylla
Anagallis platyphylla là một loài thực vật có hoa trong họ Anh thảo. Loài này được Baudo mô tả khoa học đầu tiên năm 1843.